# Krzysztof (kanonik kamieński)
Krzysztof (ur. najp. przed 1488, zm. zap. 1521) – kanonik kamieński, archidiakon uznamski, dymiński i trzebusicki; nieślubny syn Bogusława X Wielkiego.

## Życiorys
Imię otrzymał najprawdopodobniej po przyjacielu swego ojca, Krzysztofie von Polentz. W styczniu 1498 Krzysztof (Christoferus de Pomerania) otrzymał zgodę od papieża Aleksandra VI przywilej obsadzania prepozytur kolegiackich w księstwie swego ojca. W tym samym roku otrzymał prepozyturę w kościele kolegiackim NMP w Szczecinie. 3 maja tego roku został immatrykulowany na uniwersytecie w Greifswaldzie. W 1501 ojciec nadał mu prepozyturę w kościele św. Mikołaja w Greifswaldzie (w 1510 również za wstawiennictwem ojca Krzysztof został tamże wikarym kościoła św. Ducha). W 1508 został archidiakonem uznamskim, w 1516 prepozytem kolegiaty ostrowieckiej, a następnie archidiakonem dymińskim i trzebusickim (od 1518). Piastował również inne funkcje kościelne. Pod koniec życia uzyskał m.in. probostwo w Kasnevitz i Garz na Rugii. Zmarł najprawdopodobniej w 1521.

### Genealogia
| Eryk II ur. w okr. 1418–1425 lub pózn. zm. 5 VII 1474 | Eryk II ur. w okr. 1418–1425 lub pózn. zm. 5 VII 1474 |                                              |                                              | Zofia ur. ok. 1434 zm. 24 VIII 1497 | Zofia ur. ok. 1434 zm. 24 VIII 1497 |  |  | NN ur. ? zm. ? | NN ur. ? zm. ? |                            |                            | NN ur. ? zm. ? | NN ur. ? zm. ? |
|                                                       |                                                       |                                              |                                              |                                     |                                     |  |  |                |                |                            |                            |                |                |
|                                                       |                                                       |                                              |                                              |                                     |                                     |  |  |                |                |                            |                            |                |                |
|                                                       |                                                       | Bogusław X ur. 28 lub 29 V 1454 zm. 5 X 1523 | Bogusław X ur. 28 lub 29 V 1454 zm. 5 X 1523 |                                     |                                     |  |  |                |                | NN (konkubina) ur. ? zm. ? | NN (konkubina) ur. ? zm. ? |                |                |
|                                                       |                                                       |                                              |                                              |                                     |                                     |  |  |                |                |                            |                            |                |                |
|                                                       |                                                       |                                              |                                              |                                     |                                     |  |  |                |                |                            |                            |                |                |
|                                                       |                                                       |                                              |                                              |                                     |                                     |  |  |                |                |                            |                            |                |                |

|  |  |  |  | Krzysztof (ur. najp. przed 1488, zm. zap. 1521) |